# Chūichi Nagumo
Chūichi Nagumo (japonès: 南雲 忠一) (25 de març de 1887 – 6 de juliol de 1944) era un almirall de la Marina Imperial Japonesa durant la Segona Guerra Mundial, que comandà en una ocasió el Kido Butai (el Grup de Batalla de Portaavions). Les seves intervencions principals durant la guerra va ser la victòria que assolí amb l'atac a Pearl Harbor i la posterior desfeta a la batalla de Midway. Se suïcidà mentre que defensava Saipan.

## Biografia
Nagumo va néixer a la ciutat de Yonezawa (Prefectura de Yamagata), al nord del Japó, el 25 de març de 1887. Es graduà a la 38a promoció de l'Acadèmia Naval Imperial Japonesa el 1908, sent el 8è de 191 cadets. Com a guardiamarina serví als creuers Soya, Nisshin i Niitaka. Després d'ascendir a Guardiamarina el 1910, va ser destinat a l' Asama
Després d'assistir a les Acadèmies de Torpedes i d'Artilleria Naval, va ser promogut a sotstinent, servint al cuirassat Aki i al destructor Hatsuyuki. El 1914 va ser promogut a Kaigun Chūi i va ser destinat al cuirassat  Kirishima  i al destructor  Sugi. El 15 de desembre de 1917 rebé el seu primer comandament: el destructor Kisaragi.
Nagumo es graduà de l'Acadèmia de Guerra Naval i va ser promogut a  Kaigun Shōsa el 1920. La seva especialitat eren els torpedes i les tàctiques de destructors. Entre 1920 i 1921 va ser capità del destructor Momi, però poc després tornà a terra, rebent diversos nomenaments a l'Estat Major Naval General de l'Imperi Japonès. Va ser nomenat  Kaigun Chūsa el 1924; i entre 1925 i 1926 formà part de la missió japonesa per estudiar l'estratègia de guerra naval, les tàctiques i l'equipament de les marines europees i dels Estats Units.
Després del seu retorn al Japó, Nagumo serví com a instructor a l'Acadèmia Naval entre 1927 i 1929. Va ser promogut a Kaigun Taisa al novembre de 1929 i assumí el comandament del creuer lleuger Naka i des de 1930 a 1931 va ser comandant de l'11a Divisió de Destructors. Després de servir fins a 1933 en posicions administratives, prengué el comandament del creuer Takao (1933-34) i del Yamashiro (1934-35). Va ser promogut a Kaigun Shōshō l'1 de novembre de 1935.
Com a Kaigun Shōshō, Nagumo comandà la 8a Divisió de Creuers per recolzar des del mar Groc les maniobres de l'Exèrcit Imperial a la Xina. Com a oficial capdavanter de la militarística Facció de la Flota, també rebé suport en la seva carrera de les forces polítiques.
Entre 1937 i 1938 va ser Comandant de l'Acadèmia de Torpedes, i entre 1938-39 va ser comandant de la 3a Divisió de Creuers. Nagumo va ser promogut a Kaigun Chūjō el 15 de novembre de 1939. Entre novembre de 1940 i abril de 1941, Nagumo va exercir com a Comandant de l'Acadèmia Naval de Guerra.

### Segona Guerra Mundial
El 10 d'abril de 1941, Nagumo va ser nomenat comandant de la 1a Flota Aèria, el principal grup de batalla de portaavions de la Marina Imperial, principalment a causa de la seva antiguitat. Molts contemporanis i historiadors posteriors han dubtat de la ideonitat d'aquest nomenament, donada la seva manca de familiaritat amb l'aviació naval.
En aquell temps ja donava mostres de cansament físic i mental. Físicament, patia d'artritis, possiblement deguda als seus temps com a lluitador de Kendo. Mentalment, havia esdevingut un oficial cautelós que controlava fins al darrer detall els plans tàctics de totes les operacions en les quals participava.
L'Almirall Nishizo Tsukahara dubtava del seu nomenament, comentant que Nagumo és un oficial de la vella escola, un especialista en torpedes i en maniobres de superfície... però no té ni idea de la capacitat i el potencial de l'aviació naval. A la casa, els seus fills comentaven que era un pare exigent obsessionat en què seguissin els seus passos a la Marina. En contrast, els seus oficials el veien com una figura paternal.
Però malgrat la seva manca d'experiència, era un decidit seguidor de la doctrina de combinar potència aèria i naval, tot i que s'oposava al pla de l'almirall Yamamoto per atacar els Estats Units a Pearl Harbor. Mentre que comandava la 1a Flota Aèria, Nagumo supervisà l'atac a Pearl Harbor, però va ser molt criticat per no haver llançat un tercer atac en el qual hagués destruït els magatzems de combustible, la base de submarins i l'estació d'intel·ligència, tots ells factors principals en la derrota final del Japó.
Nagumo s'envoltà de tinents capaços, com ara Minoru Genda i Mitsuo Fuchida. També va lluitar en les campanyes d'inicis de 1942. Va ser el comandant de la flota durant el bombardeig de Darwin i l'atac a l'oceà Índic contra la Flota Oriental britànica, en el qual van enfonsar un portaavions, dos creuers i dos destructors, fent que l'almirall Somerville es retirés a l'Àfrica Oriental.
Després del seu viatge a l'Índic, Nagumo havia enfonsat 5 cuirassats, un portaavions, dos creuers, 7 destructors, dotzenes de mercants, transports i vaixells de tota mena. A més, era responsable de l'abatiment de centenars d'avions aliats de 6 nacions. A més, la destrucció causada als ports aliats havien malmès o, almenys, retardat les operacions aliades. Per contra, ell només havia perdut una dotzena de pilots.
No obstant això, la sort de Nagumo s'acabà a la batalla de Midway. Durant la batalla, sent coneixedor que existien portaavions americans a la rodalia, ordenà un canvi de bombes per torpedes per enfrontar-s'hi, en lloc de llençar un segon atac sobre Midway, la qual cosa provocà que gairebé la totalitat dels avions haguessin d'estar durant molta estona vulnerables en coberta.
Justament en aquell moment, un exigu esquadró de bombarders en picat americans el sorprengué, resultant un atac devastador, ja que en poca estona es van perdre fins a 4 portaavions japonesos, amb els seus avions i tripulacions experimentades, en la batalla que es demostrà ser el punt d'inflexió de la guerra al Pacífic, i les grans pèrdues de tripulacions aèries van demostrar-se decisives per l'actuació de la Marina Imperial als seus enfrontaments posteriors. Després dels resultats de la batalla, l'almirall Yamamoto relegà Nagumo com a comandant dels portaavions incendiats i encara flotant, com a mostra del seu menyspreu cap a la seva gestió.
La seva força de portaavions en va perdre després de la batalla, Nagumo va ser nomenat Comandant en Cap de la 3a Flota, comandant portaavions a la campanya de Guadalcanal, però les seves accions es mostraren indecises.

### Dies finals
L'11 de novembre de 1942, Namgumo tornà al Japó, sent nomenat comandant del districte naval de Sasebo. Va ser transferit al districte naval de Kure el 21 de juny de 1942. Entre octubre de 1943 i febrer de 1944, tornà a ser comandant de la 1a Flota, dedicada principalment a tasques d'entrenament.
Però a mesura que la situació de la guerra es deteriorava, Nagumo rebé un nou comandament de combat. Va ser enviat a les illes Marianes el 4 de març de 1944 com a Comandant en Cap de la 14a Flota Aèria, així com a Comandant en Cap de la Flota de l'Àrea del Pacífic Central.
La invasió de Saipan començà el 15 de juny de 1944. La flota del Kaigun Chūjō Jisaburo Ozawa va ser superada per la Cinquena flota nord-americana a la batalla del Mar de les Filipines, en la qual el Japó perdé uns 500 avions. Nagumo i el seu par a l'Exèrcit Taisho Yoshitsugu Saito van ser deixats a la seva sort per defendre l'illa de Saipan davant l'assalt americà. El 6 de juliol, durant les darreres etapes de la batalla de Saipan, Nagumo se suïcidà (amb un tret al cap, i no pas pel mètode tradicional del seppuku). Les seves restes van ser trobades pels marines a la cova on passà els darrers dies com a comandant de Saipan. Va ser promogut a  Kaigun Taishō a títol pòstum.

## Historial militar i condecoracions

### Promocions
Kaigun Shōi – 21 de novembre de 1908
 Kaigun Chūi - 1 de desembre de 1911
 Kaigun Taii - 1 de desembre de 1914
 Kaigun Shōsa - 1 de desembre de 1920
 Kaigun Shōsa - 1 de desembre de 1924
 Kaigun Taisa - 30 de novembre de 1929
 Kaigun Shōshō - 15 de novembre de 1935
 Kaigun Chūjō - 15 de novembre de 1939
 Kaigun Taishō - 8 de juliol de 1944 (Pòstum)

### Condecoracions
Orde del Sol Naixent (2a i 3a classe)
 Gran Cordó de l'Orde del Tresor Sagrat
 Orde del Milà d'Or (3a classe)
 Medalla de la Guerra 1914-1920
 Medalla Commemorativa de la Victòria a la I Guerra Mundial
 Medalla de l'Incident Xinès de 1931-1934
 Medalla de la Guerra del Gran Est Asiàtic
 Medalla Commemorativa de l'Entronització Taisho
 Medalla Commemorativa de l'Entronització Showa
 Medalla Commemorativa del 2600è Aniversari Nacional
- Medalla Commemorativa de la Visita de l'Emperador Pu Yi de Manxukuo